# Всесвітній день інформації про розвиток
Всесвітній день інформації про розвиток (на офіційних мовах ООН (англ. World Development Information Day; фр. Journée mondiale d’information sur le développement; ісп. Día Mundial de Información sobre el Desarrollo; рос. Всемирный день информации о развитии) – Міжнародний день ООН, встановлений резолюцією A/RES/3038 (XXVII) Генеральної Асамблеї ООН 19 грудня 1972 року, який відзначається щорічно 24 жовтня.

## Мета
Метою Всесвітнього дня інформації про розвиток визначено залучення щорічно уваги світової громадської думки до проблем розвитку та до необхідності зміцнення міжнародного співробітництва в цілях їх вирішення.

Асамблея також постановила, що дата цього дня має збігатися з Днем Організації Об'єднаних Націй (24 жовтня), який одночасно є також датою прийняття в 1970 році Міжнародної стратегії розвитку на друге Десятиліття розвитку Організації Об'єднаних Націй.

Асамблея висловила переконаність в тому, що поліпшення поширення інформації та мобілізація громадської думки, особливо серед молоді, з'явилися б важливим фактором для кращого усвідомлення проблем розвитку і сприяли б, таким чином, нарощуванню зусиль у сфері міжнародного співробітництва в цілях розвитку